# Wanchy-Capval
Wanchy-Capval település Franciaországban, Seine-Maritime megyében. Lakosainak száma 330 fő (2022. január 1.). Wanchy-Capval Bailly-en-Rivière, Douvrend, Fresnoy-Folny, Les Ifs, Londinières, Notre-Dame-d’Aliermont és Sainte-Agathe-d’Aliermont községekkel határos.

## Népesség
A település népessége az elmúlt években az alábbi módon változott:
| Lakosok száma | 346  | 358  | 361  | 356  | 349  | 342  | 335  | 333  | 330  |
|               | 2013 | 2015 | 2016 | 2017 | 2018 | 2019 | 2020 | 2021 | 2022 |